# Le Bourget-du-Lac
Pour les articles homonymes, voir Le Bourget.
Le Bourget-du-Lac est une commune française située dans le département de la Savoie, en région Auvergne-Rhône-Alpes.
L'implantation d'un des pôles de l'Université Savoie-Mont-Blanc sur la commune a permis d'en faire une ville étudiante, d'une certaine manière. Hormis de par les étudiants, l'économie de la ville repose essentiellement sur le tourisme, la zone d'activité de Savoie Technolac et l’aéroport de Chambéry - Savoie qui permet l'afflux de nombreux touristes en hiver comme en été.
La ville, historiquement, doit beaucoup à la présence de la Maison de Savoie. Cette famille princière marqua profondément la commune et aimait régulièrement y séjourner au sein du château des comtes de Savoie se situant sur les rives du lac du Bourget.

## Géographie

### Situation

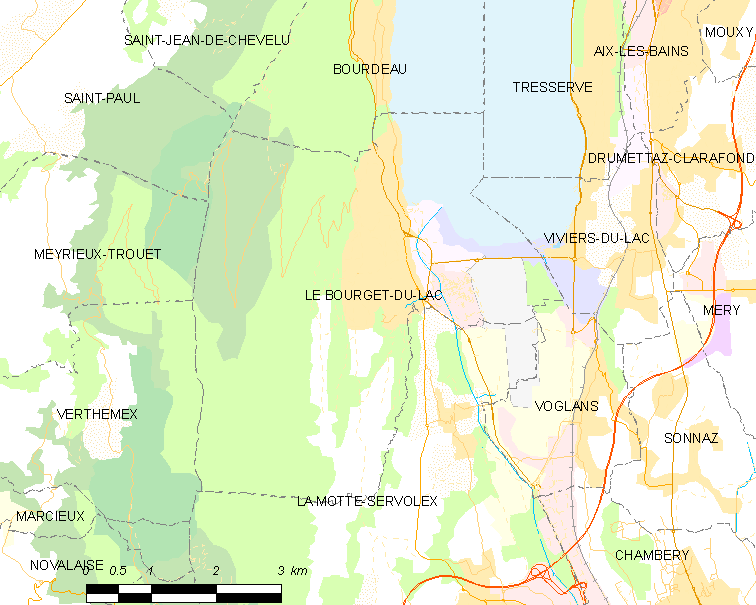
Territoire du Bourget-du-Lac et les communes limitrophes.

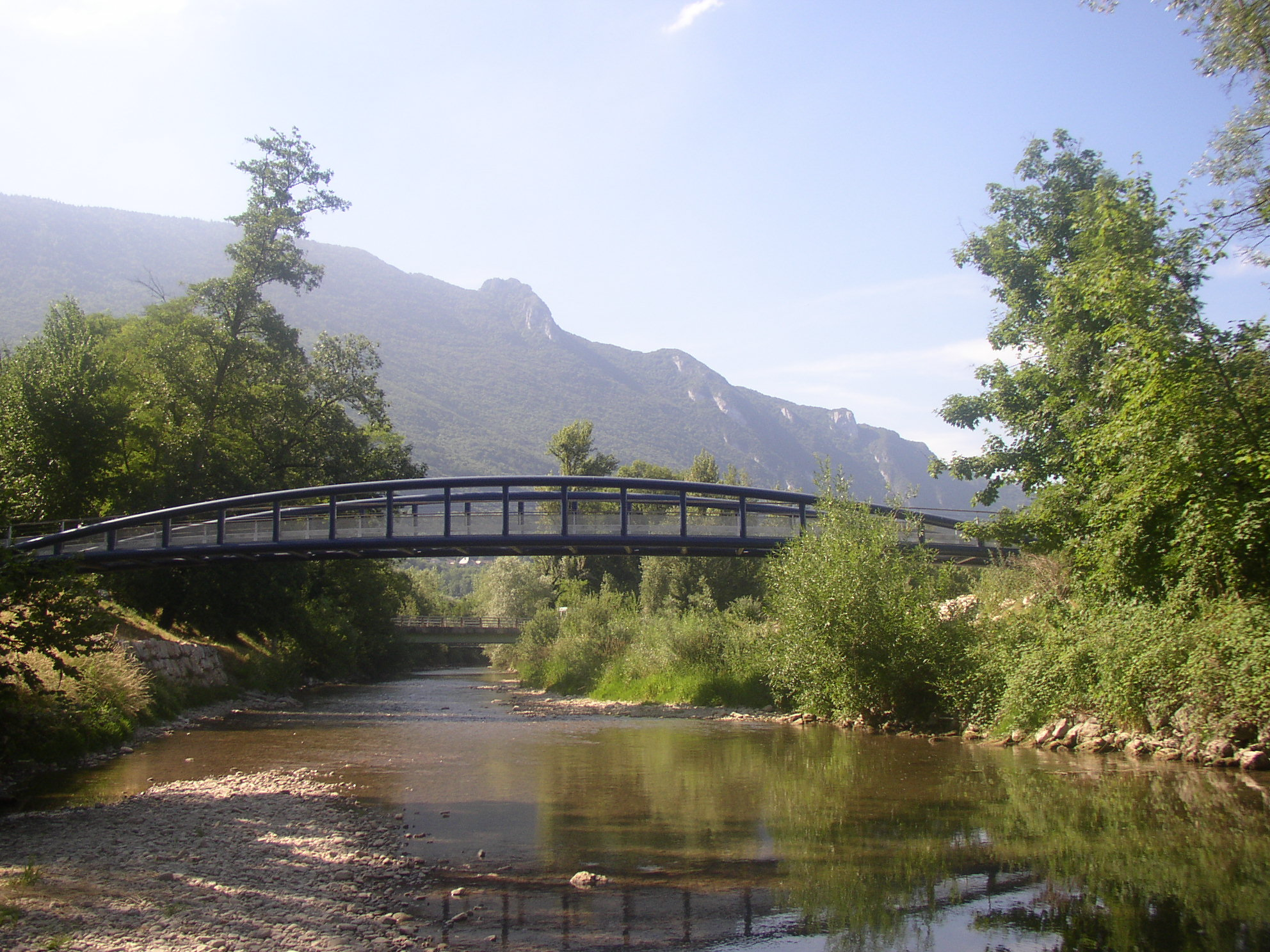
La Leysse sur la commune près du lac.

Le territoire du Bourget-du-Lac est situé entre la rive sud-ouest du lac du Bourget (18 kilomètres de long, 4 462 hectares), sur les contreforts de la chaîne de l'Épine en aval du Mont du Chat (voir Dent du Chat), à environ 12 km au nord-ouest de la préfecture Chambéry. La commune comprend un centre-ville situé à environ 1 km des bords du lac, un vaste espace au bord du lac du Bourget, aujourd'hui majoritairement dévolu aux loisirs, à l'hôtellerie, à la restauration et aux sports, et plusieurs hameaux sur les premières pentes de la montagne.
Le territoire de la commune est limitrophe de ceux de huit autres communes :
| Saint-Paul      | Bourdeau          | Tresserve      |
| Meyrieux-Trouet | Bourget-du-Lac    | Viviers-du-Lac |
| Verthemex       | La Motte-Servolex | Voglans        |

### Géologie et relief
La superficie de la commune est de 2 005 hectares ; son altitude varie de 226  à   1 496 mètres.

### Hydrographie
Le territoire de la commune est principalement traversé par la rivière Leysse arrivant de Chambéry et au-delà du massif des Bauges, et terminant sa course dans le lac du Bourget.

### Climat
Pour des articles plus généraux, voir Climat d'Auvergne-Rhône-Alpes et Climat de la Savoie.
En 2010, le climat de la commune est de type climat océanique altéré, selon une étude du Centre national de la recherche scientifique s'appuyant sur une série de données couvrant la période 1971-2000. En 2020, Météo-France publie une typologie des climats de la France métropolitaine dans laquelle la commune est exposée à un climat de montagne ou de marges de montagne et est dans la région climatique Alpes du nord, caractérisée par une pluviométrie annuelle de 1 200 à 1 500 mm, irrégulièrement répartie en été.
Pour la période 1971-2000, la température annuelle moyenne est de 11,7 °C, avec une amplitude thermique annuelle de 19 °C. Le cumul annuel moyen de précipitations est de 1 191 mm, avec 9,4 jours de précipitations en janvier et 8,1 jours en juillet. Pour la période 1991-2020, la température moyenne annuelle observée sur la station météorologique de Météo-France la plus proche, « Chambéry-Aix », sur la commune de Voglans à 3 km à vol d'oiseau, est de 11,9 °C et le cumul annuel moyen de précipitations est de 1 203,9 mm,. Pour l'avenir, les paramètres climatiques de la commune estimés pour 2050 selon différents scénarios d'émission de gaz à effet de serre sont consultables sur un site dédié publié par Météo-France en novembre 2022.
| Mois                                  | jan.           | fév.           | mars           | avril           | mai             | juin           | jui.           | août          | sep.          | oct.            | nov.            | déc.             | année     |
| ------------------------------------- | -------------- | -------------- | -------------- | --------------- | --------------- | -------------- | -------------- | ------------- | ------------- | --------------- | --------------- | ---------------- | --------- |
| Température minimale moyenne (°C)     | −0,7           | −0,4           | 2,5            | 5,6             | 10              | 13,5           | 15             | 14,6          | 11,3          | 7,7             | 3,1             | 0                | 6,8       |
| Température moyenne (°C)              | 2,9            | 4,1            | 8              | 11,4            | 15,6            | 19,4           | 21,4           | 20,9          | 16,8          | 12,3            | 6,9             | 3,4              | 11,9      |
| Température maximale moyenne (°C)     | 6,4            | 8,5            | 13,4           | 17,3            | 21,3            | 25,3           | 27,8           | 27,1          | 22,3          | 17              | 10,6            | 6,9              | 17        |
| Record de froid (°C) date du record   | −19 07.01.1985 | −14,4 05.02.12 | −10,3 02.03.05 | −4,6 13.04.1986 | −1,4 06.05.1979 | 2,8 05.06.1975 | 5,4 08.07.1978 | 5 31.08.1986  | 1 30.09.1995  | −4,3 31.10.1997 | −10,8 27.11.05  | −13,5 30.12.1976 | −19 1985  |
| Record de chaleur (°C) date du record | 17,9 02.01.03  | 20,7 23.02.17  | 25,1 26.03.06  | 29,5 28.04.12   | 32,7 25.05.09   | 36,7 19.06.22  | 38,8 07.07.15  | 40,5 24.08.23 | 32,1 10.09.23 | 29 02.10.1985   | 23,3 06.11.1997 | 22,7 18.12.1989  | 40,5 2023 |
| Ensoleillement (h)                    | 766            | 1 018          | 1 578          | 1 762           | 2 023           | 2 363          | 2 616          | 2 371         | 1 807         | 1 238           | 745             | 663              | 18 949    |
| Précipitations (mm)                   | 102,6          | 79,1           | 93,1           | 87,9            | 101             | 94,5           | 91,7           | 97,6          | 104,3         | 113,3           | 114,6           | 124,2            | 1 203,9   |

### Voies de communication et transports

#### Voies routières
Depuis Chambéry, par la voie rapide urbaine nord, passer l'entrée autoroutière « Chambéry Nord - La Motte-Servolex » puis rejoindre la RN 504 en direction du tunnel du Chat.
Depuis Aix-les-Bains, suivre les bords du lac par la RN 201 vers Chambéry, puis au niveau de l'Intermarché de Viviers, tourner à droite vers Savoie-technolac.
Depuis Belley ou Yenne, suivre la RN 504, vers le tunnel du Chat, Le Bourget-du-Lac se trouve après le tunnel, en bas de la grande descente.

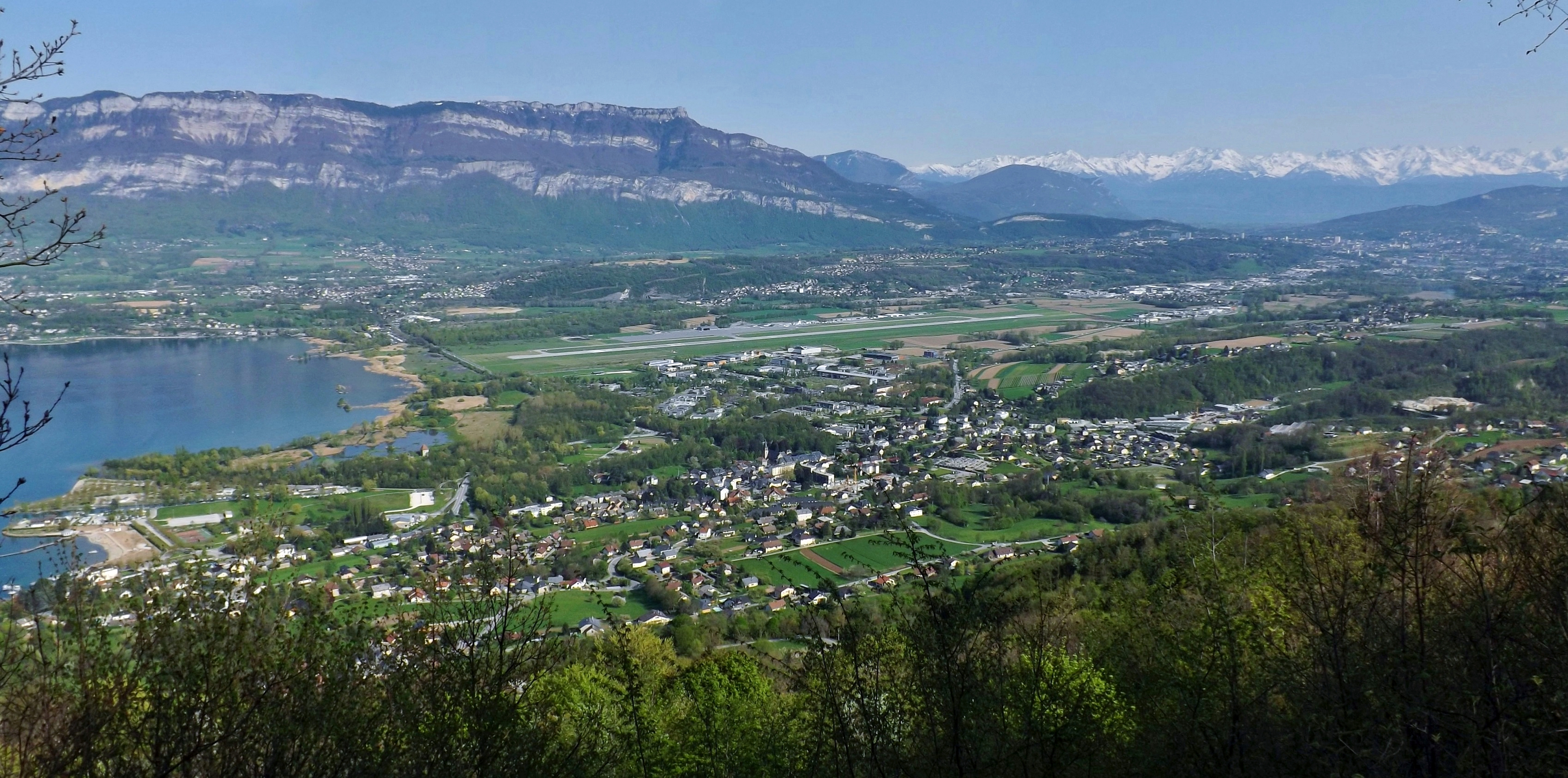
L'aéroport de Chambéry - Savoie à proximité du chef-lieu du Bourget-du-Lac.

#### Voies ferroviaires
La commune est située à égale distance des gares ferroviaires de Chambéry - Challes-les-Eaux et d'Aix-les-Bains - Le Revard, toutes deux desservies par le TGV sur la relation entre la Savoie et Paris.

#### Voies aériennes
L'aéroport de Chambéry - Savoie-Mont-Blanc, en partie situé sur le territoire de la commune, est à 6 km du chef-lieu. L'aéroport d'Annecy est situé à 50 km, Lyon-Saint-Exupéry à 80 km et Genève-Cointrin à 90 km.

## Urbanisme

### Typologie
Au 1er janvier 2024, Le Bourget-du-Lac est catégorisée bourg rural, selon la nouvelle grille communale de densité à sept niveaux définie par l'Insee en 2022.
Elle appartient à l'unité urbaine de Chambéry, une agglomération intra-départementale regroupant 35  communes, dont elle est une commune de la banlieue,,. Par ailleurs la commune fait partie de l'aire d'attraction de Chambéry, dont elle est une commune de la couronne,. Cette aire, qui regroupe 115 communes, est catégorisée dans les aires de 200 000 à moins de 700 000 habitants,.
La commune, bordée par un plan d’eau intérieur d’une superficie supérieure à 1 000 hectares, le lac du Bourget, est également une commune littorale au sens de la loi du 3 janvier 1986, dite loi littoral. Des dispositions spécifiques d’urbanisme s’y appliquent dès lors afin de préserver les espaces naturels, les sites, les paysages et l’équilibre écologique du littoral, tel le principe d'inconstructibilité, en dehors des espaces urbanisés, sur la bande littorale des 100 mètres, ou plus si le plan local d’urbanisme le prévoit.

### Occupation des sols
L'occupation des sols de la commune, telle qu'elle ressort de la base de données européenne d’occupation biophysique des sols Corine Land Cover (CLC), est marquée par l'importance des forêts et milieux semi-naturels (55,8 % en 2018), en diminution par rapport à 1990 (56,9 %). La répartition détaillée en 2018 est la suivante : 
forêts (55,8 %), zones urbanisées (11,5 %), eaux continentales (10,2 %), zones agricoles hétérogènes (9,8 %), zones industrielles ou commerciales et réseaux de communication (7,4 %), espaces verts artificialisés, non agricoles (3,2 %), zones humides intérieures (2 %), cultures permanentes (0,1 %).
L'IGN met par ailleurs à disposition un outil en ligne permettant de comparer l’évolution dans le temps de l’occupation des sols de la commune (ou de territoires à des échelles différentes). Plusieurs époques sont accessibles sous forme de cartes ou photos aériennes : la carte de Cassini (XVIIIe siècle), la carte d'état-major (1820-1866) et la période actuelle (1950 à aujourd'hui).

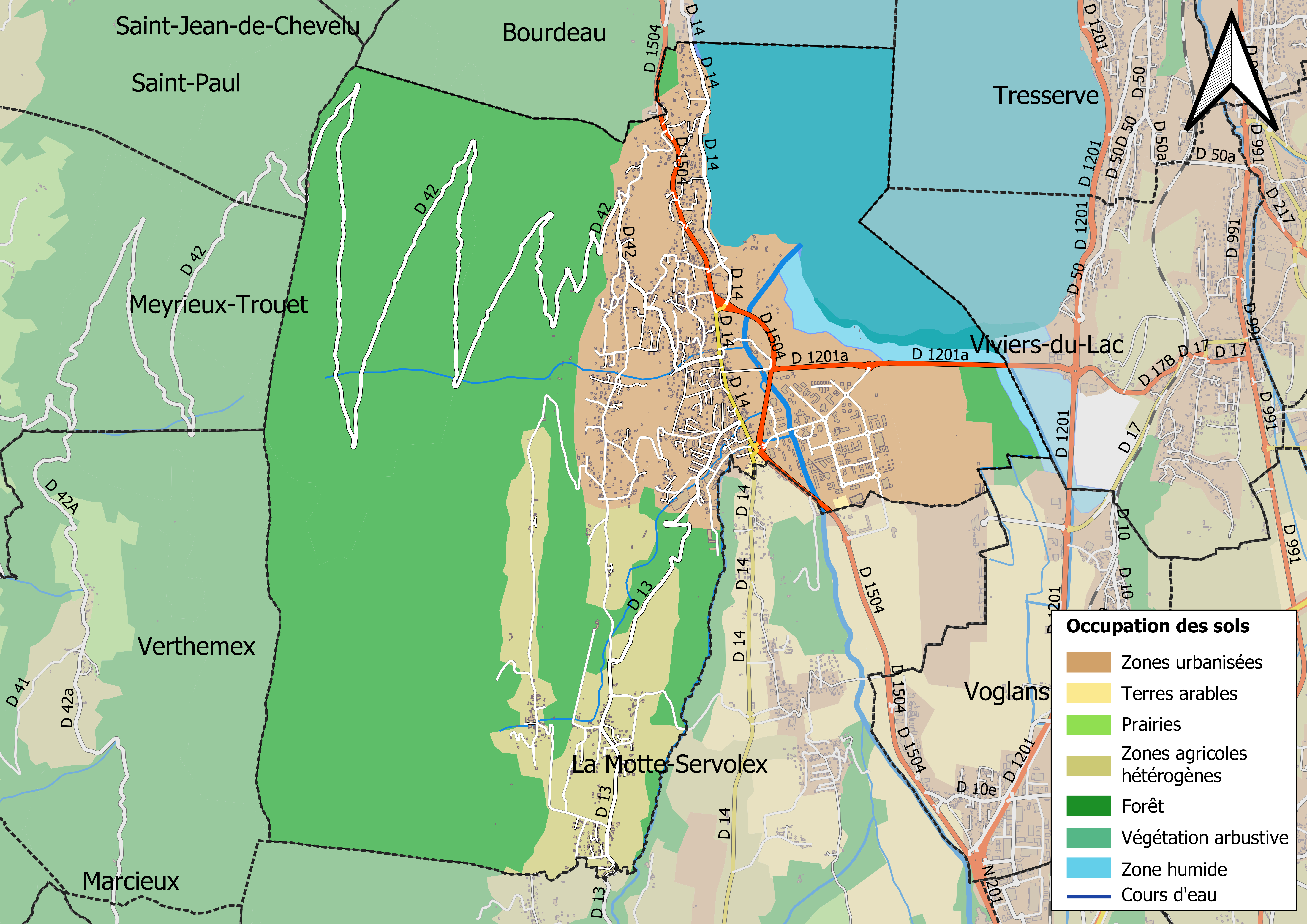
Carte des infrastructures et de l'occupation des sols en 2018 (CLC) de la commune.
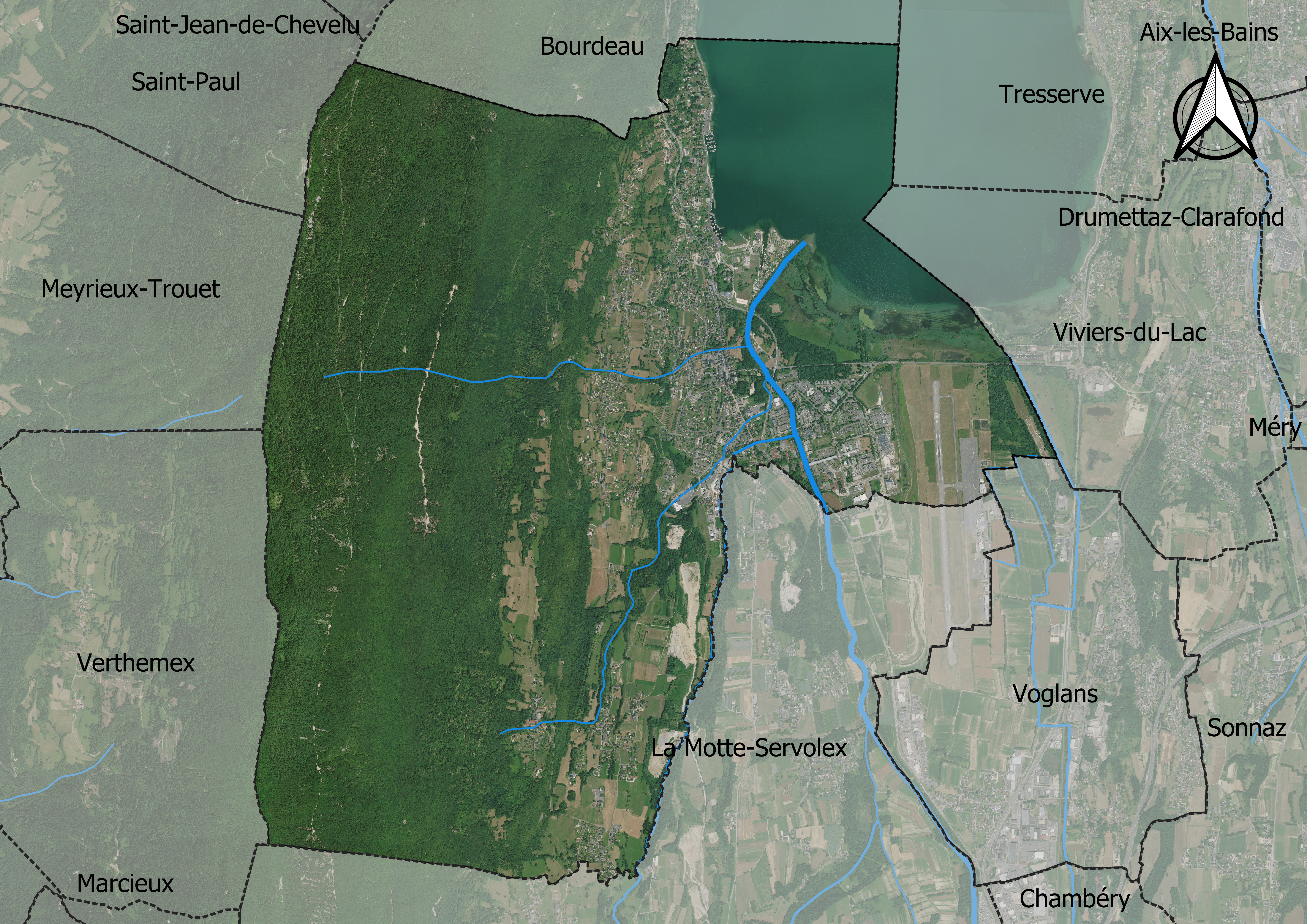
Carte orthophotogrammétrique de la commune.

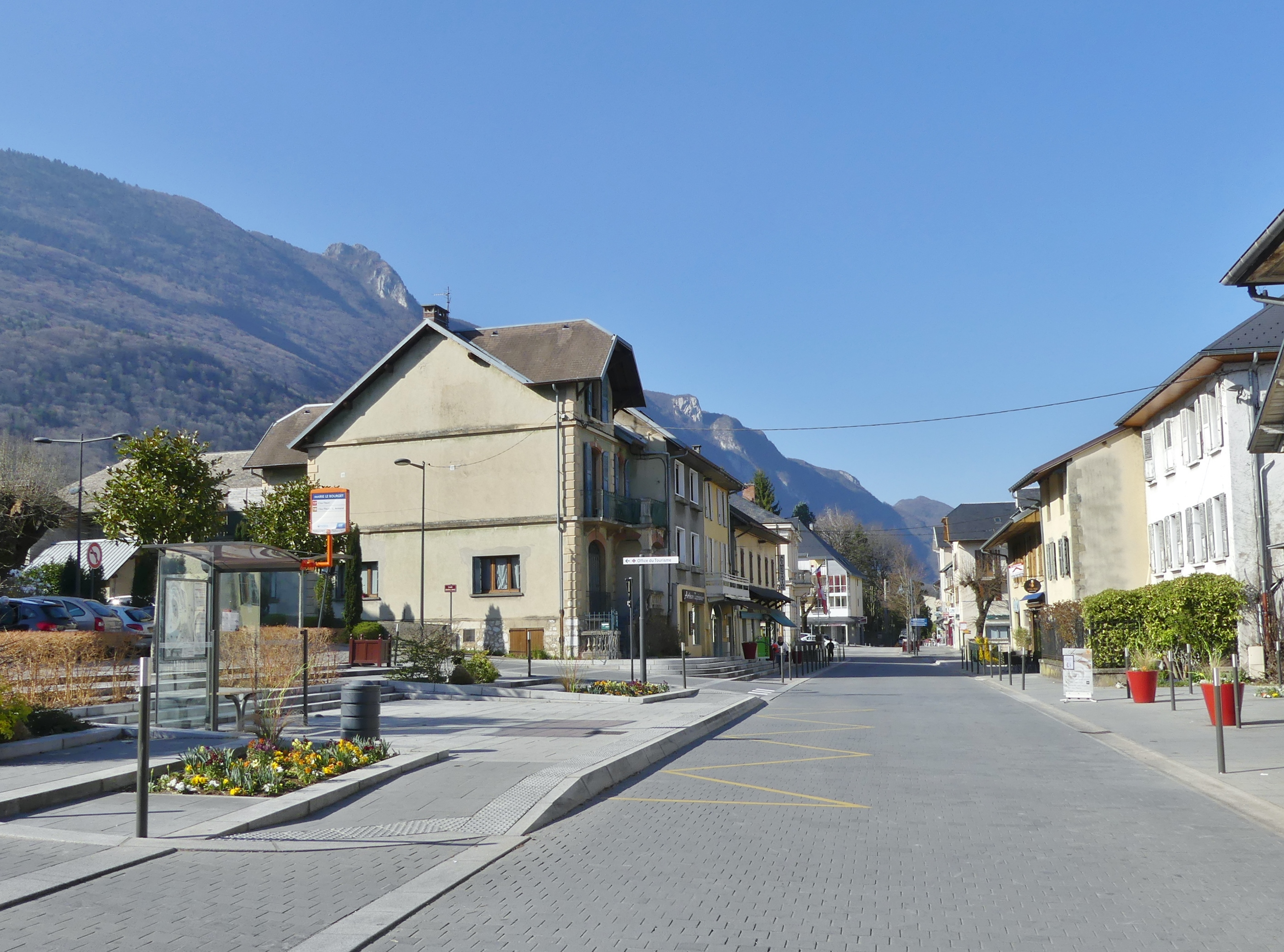
Centre du chef-lieu de la commune.

### Morphologie urbaine
La commune comprend plusieurs lieux-dits dont la Roche Saint-Alban, connu pour son ancienne usine de papeterie, aujourd'hui transformée en appartements.
L'usine date de la fin du XIXe siècle. Initialement destinée à la fabrication de papier, elle était installée au-dessus du cours d'eau naturel nommé « le Varon ».
L'usine a fait faillite en 1931 et a été rouverte en 1936.
L'usine a été reconvertie en fabrique de cuisses de grenouille. Après un incendie vers 1980, les bâtiments ont été ensuite utilisés pour stocker des jouets, puis de la viande jusque 1990.
Une association nommée « Pôle d’aire » a été créée en 2002 dans le but d'utiliser ces bâtiments pour présenter des spectacles, des événements, accueillir et héberger des artistes, mais ce projet fut abandonné faute de financement.
Les bâtiments, laissés à l'abandon, sont alors achetés par la commune puis par un promoteur pour les transformer en habitations. Les travaux ont commencé en 2007 pour s'achever en août 2011. Des appartements ont ainsi été aménagés dans les bâtiments sud, nord et ouest ainsi que dans le bâtiment de la chaufferie.
Les travaux d'aménagements en appartements ne concernaient qu'une partie des bâtiments. En 2012, subsistent :
- la chapelle[17] fréquentée à l'époque par les ouvriers, familles, patron. Au début de la Seconde Guerre mondiale, les propriétaires de la papeterie avaient promis de construire une chapelle si tous les ouvriers mobilisés revenaient vivants. La chapelle fut ainsi construite dans les années 1950. À l'intérieur, on peut voir l’autel réalisé avec un ancien pétrin en noyer et une statue en bois sculpté du Christ en croix ;
- « La passerelle » relie le bâtiment sud à une structure d'époque, un vieux bâtiment accolé à la chaufferie, où coule aussi le Varon. Au pied de ce bâtiment, un élément en pierre pourrait être une meule (sortie du bâtiment sud au début des années 1980), tandis que sur le côté du bâtiment rénové face aux conteneurs de tri, on distingue un ancien équipement électrique. La source du Varon alimentait en électricité l'usine. La Sarl « Hydroélectrique de Varon » fut créée en janvier 1989[18], mais n'a jamais été réellement viable.
- le conduit qui reliait la source à l'usine a été fissuré en partie dans l'hiver 1985 puis réparé ;
- un tout petit bâtiment abandonné se trouve encore en amont, il était utilisé pour filtrer l'eau. Un des deux toits s'est effondré aux alentours de 2000 ;
- une sorte d'abri en béton, en aval de l'usine, situé au démarrage de la cascade. On y voit des compteurs, tableaux électriques, fils électriques et ligne, fusibles, et turbine. L'accès en est relativement dangereux par l’omniprésence d'une mousse végétale assez abondante. Les turbines ont subi une rénovation en 1985 et leur transport ont nécessité un héliportage ;
- les barrages qui servaient à gérer le débit de l'eau ;
- le canal qui reliait les deux ruisseaux avec l'aide des barrages.

Sous les fondations de l'usine, le Varon coule encore en 2012.

## Toponymie
Le nom officiel de la commune est Le Bourget-du-Lac selon le Code officiel géographique français, depuis le décret du 13 mai 1953 (J.O. du 19 mai 1953),. Le toponyme associe l'ancien nom de la commune, « Bourget », au syntagme « -du-Lac », car riverain du lac éponyme, afin de la distinguer des communes homonymes.
Dans les documents médiévaux, Le Bourget est mentionné sous les formes suivantes Borgetum, de Borget (XIe siècle), de Burgeto (vers 1100), de Burgeto (XIVe siècle et XIVe siècle),.
Le toponyme Bourget est le diminutif de bourg, désignant un « petit village ou de petit hameau ».
En francoprovençal, le nom de la commune s'écrit Le Borzhè, selon la graphie de Conflans.

## Histoire

### Préhistoire et Antiquité
Au néolithique, entre -5 000 et - 2 500, des communautés sédentaires s'installèrent dans ces contrées, notamment des villages lacustres sur les rives du lac du Bourget.
Le toponyme du Trou des Fées, anciennement Goletta de Fayes, indique l'emplacement des ruines d'un aqueduc romain.
En 2025, 56 tombes issues de deux pôles funéraires de la période antique ont été découvertes lors de fouilles archéologique entreprises par l'INRAP.

### Période médiévale
Un prieuré clunisien (Monasterium beati Mauricii del Borget) est implanté au Bourget, vers le début du XIe siècle, sous les auspices du premier des Humbertiens, le comte Humbert.
La maison de Savoie par l'intermédiaire du comte de Flandre et seigneur de Piémont, Thomas, frère du comte Amédée IV de Savoie, s'installe au Bourget en faisant édifier un château dès le milieu du XIIIe siècle à la suite de l'achat de terres du prieuré dans la plaine marécageuse jouxtant le lac, là où la Leysse se jette dans le lac,. L'acte du , passé entre le prieuré et le prince Thomas, indique l'installation d'« une maison et un vivier, le tout entouré de soixante-dix pieds de terre »,. Le château devient rapidement une résidence comtale, remplaçant Châtillon, pendant plus de deux siècles, jusqu'au choix du château de Ripaille, sur les rives du Léman. Vers 1456, le château est en partie détruit par un incendie. Vers la fin du XVIe siècle, le domaine est revendu et il passe à différents propriétaires. Le château est vendu, en 1841, pour une somme de 4 000 livres à des habitants du Bourget, pour devenir une carrière. Huit ans plus tard, Louis de Buttet, baron du Bourget rachète le château.

### Période contemporaine

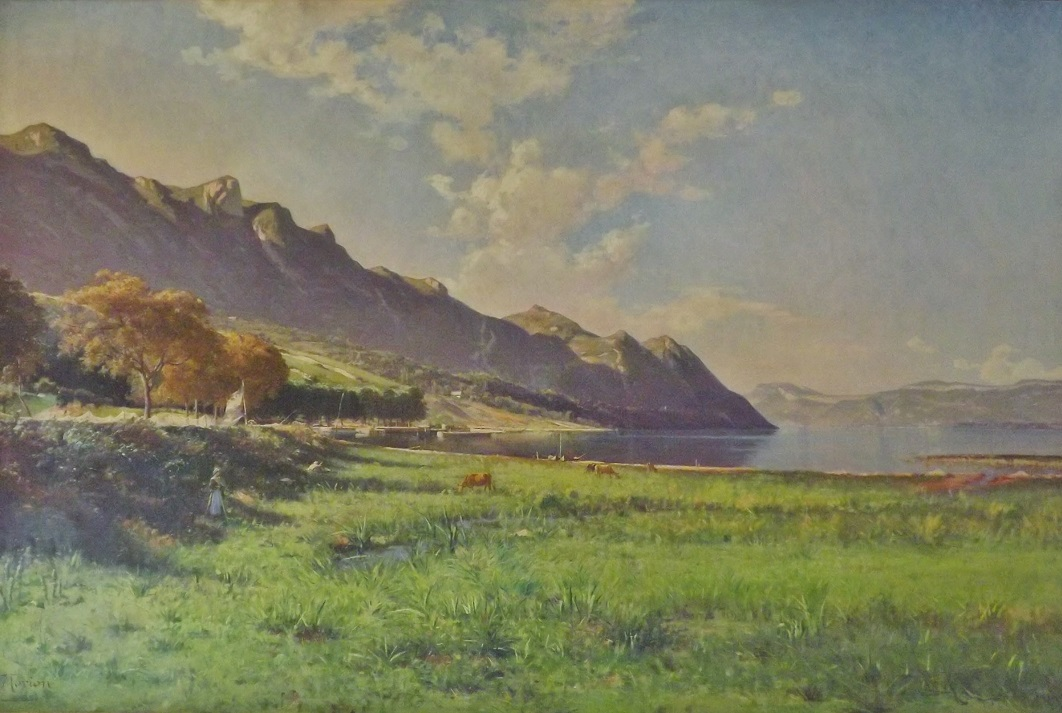
Le Bourget-du-Lac vue par le peintre J. Morion dans la moitié du XIX.

En 1838, la Compagnie savoyarde établit le premier chemin de fer en Savoie qui relie Chambéry au Bourget-du-Lac. Jacques Morion viendra par ailleurs en train peindre la commune.
À partir de 1953, à la suite d'une modification officielle de nom, l'ancienne commune appelée Le Bourget devient la commune Le Bourget-du-Lac,.

## Politique et administration

### Tendances politiques et résultats
Depuis 1995, la commune du Bourget-du-Lac vote traditionnellement à droite. En effet, de 1995 à 2001, les Bourgetains votèrent pour Jean-Pierre Vial, un membre de l'UMP. Lors de l'élection municipale suivante, Chantal Gambut remporta les élections en tant que candidate de divers droite. Cependant en 2008, la commune a pour nouveau maire le socialiste Édouard Simonian. En 2020, Nicolas Mercat est le nouveau maire du Bourget-du-lac.

### Liste des maires
Cinq maires se sont succédé depuis 1971 :
| Période                                  | Période                       | Identité                       | Étiquette | Qualité |
| ---------------------------------------- | ----------------------------- | ------------------------------ | --------- | --- |
| Mars 1961                                | mars 1971                     | Jean Ducret                    |           | |
| mars 1971                                | juin 1995                     | François Richard (1929-2011)   |           | |
| juin 1995                                | mars 2001                     | Jean-Pierre Vial (1951- )      | RPR       | Avocat Sénateur de la Savoie (1995 → 1997 puis 1999 → ) Conseiller général du canton des Échelles (1982 → 2008) Vice-président du conseil général de la Savoie (1992 → 2002) Président du conseil général de la Savoie (2002 → 2008) |
| mars 2001                                | mars 2008                     | Chantal Gambut                 | DVD       | Agent d'assurance |
| mars 2008                                | mars 2014                     | Edouard Simonian (1951- )      | PS        | Ingénieur Conseiller régional de Rhône-Alpes (2001 → 2015) |
| mars 2014                                | juillet 2020                  | Marie-Pierre François (1958- ) | DVD       | Administratrice de sociétés |
| juillet 2020                             | En cours (au 12 juillet 2020) | Nicolas Mercat                 | DVG       | |
| Les données manquantes sont à compléter. |                               |                                |           | |

### Jumelages

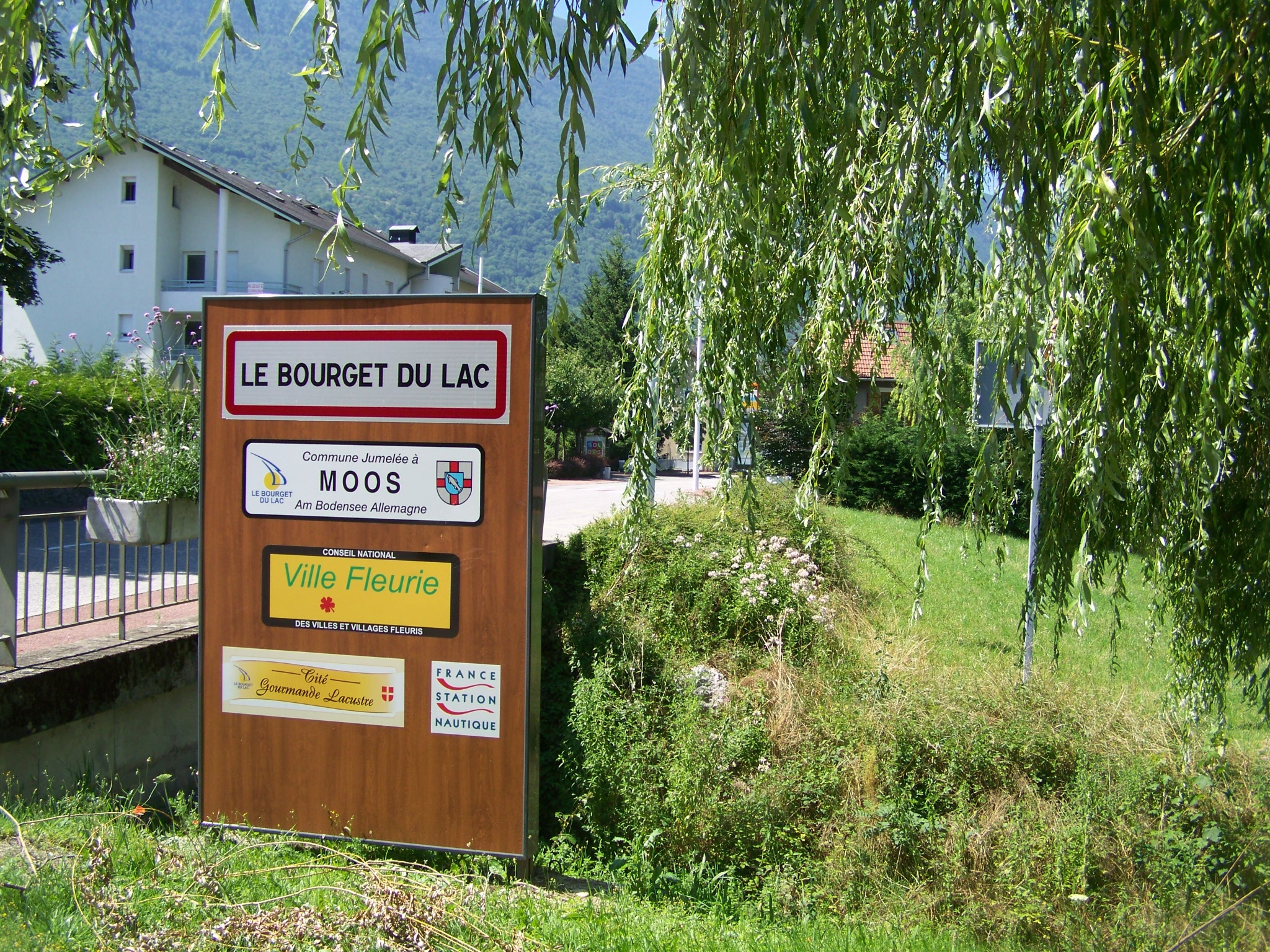
Vue de l'entrée en agglomération côté sud et annonce du jumelage avec Moos.

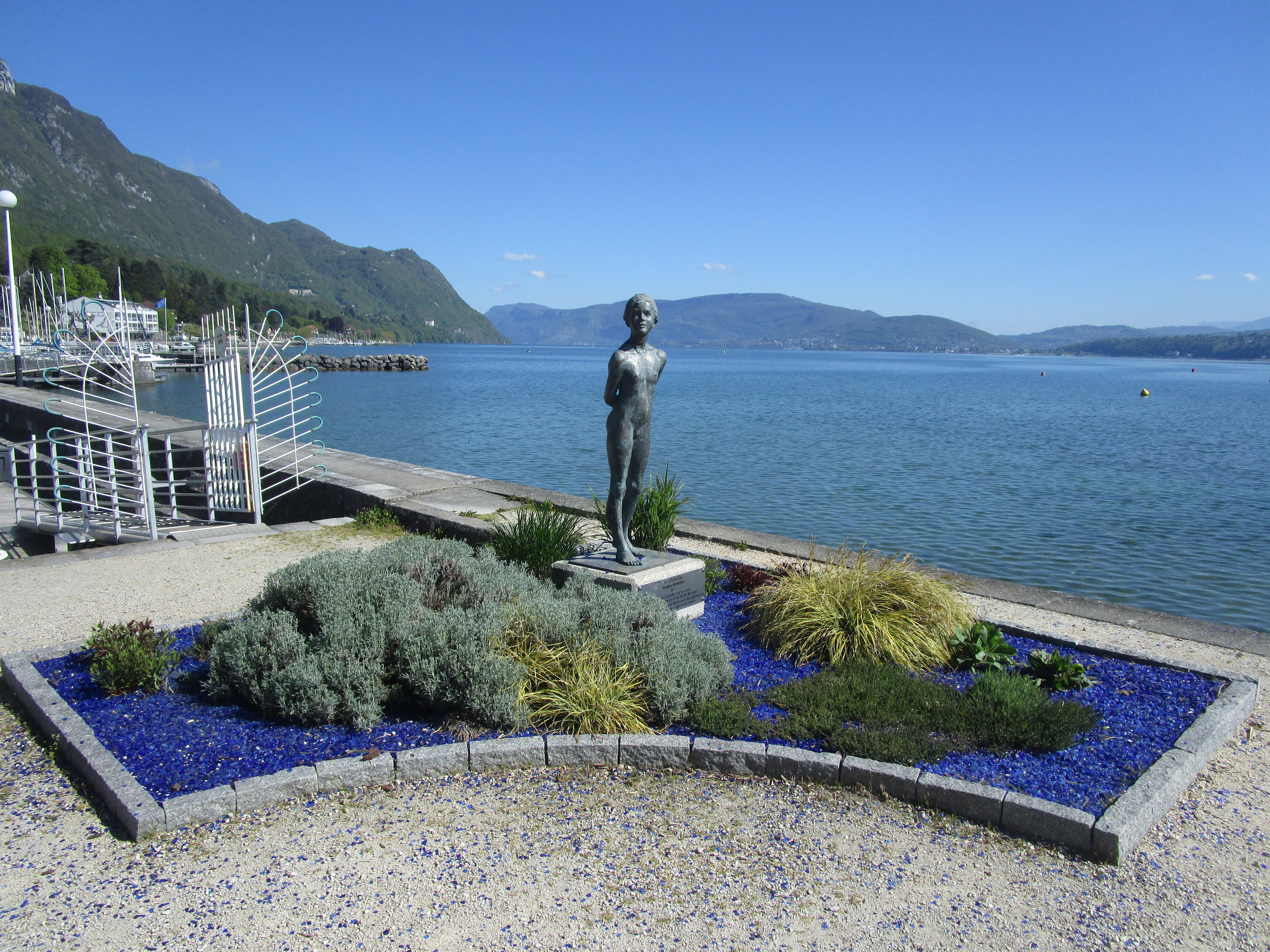
Le monument « Junges Mädchen », en mémoire du jumelage entre Le Bourget-du-Lac et Moos, au Bourget-du-Lac le 29 avril 2016

Le Bourget-du-Lac est jumelée avec :
- Moos (Bade-Wurtemberg) (Allemagne).

## Population et société
Ses habitants sont appelés les Bourgetains,.

### Démographie

#### Évolution démographique
L'évolution du nombre d'habitants est connue à travers les recensements de la population effectués dans la commune depuis 1793. Pour les communes de moins de 10 000 habitants, une enquête de recensement portant sur toute la population est réalisée tous les cinq ans, les populations de référence des années intermédiaires étant quant à elles estimées par interpolation ou extrapolation. Pour la commune, le premier recensement exhaustif entrant dans le cadre du nouveau dispositif a été réalisé en 2008.

En 2022, la commune comptait 5 077 habitants, en évolution de +7,7 % par rapport à 2016 (Savoie : +3,63 %, France hors Mayotte : +2,11 %).
| 1793  | 1800  | 1806  | 1822  | 1838  | 1848  | 1858  | 1861  | 1866  |
| ----- | ----- | ----- | ----- | ----- | ----- | ----- | ----- | ----- |
| 1 169 | 1 506 | 1 590 | 1 657 | 1 901 | 1 920 | 1 781 | 1 720 | 1 709 |

| 1872  | 1876  | 1881  | 1886  | 1891  | 1896  | 1901  | 1906  | 1911  |
| ----- | ----- | ----- | ----- | ----- | ----- | ----- | ----- | ----- |
| 1 647 | 1 662 | 1 550 | 1 402 | 1 408 | 1 344 | 1 309 | 1 328 | 1 340 |

| 1921  | 1926  | 1931  | 1936  | 1946  | 1954  | 1962  | 1968  | 1975  |
| ----- | ----- | ----- | ----- | ----- | ----- | ----- | ----- | ----- |
| 1 053 | 1 121 | 1 072 | 1 107 | 2 192 | 2 207 | 1 449 | 1 849 | 1 863 |

| 1982  | 1990  | 1999  | 2006  | 2008  | 2013  | 2018  | 2022  | - |
| ----- | ----- | ----- | ----- | ----- | ----- | ----- | ----- | - |
| 2 098 | 2 886 | 3 945 | 4 125 | 4 184 | 4 533 | 5 018 | 5 077 | - |

#### Pyramide des âges
La population de la commune est relativement jeune.
En 2018, le taux de personnes d'un âge inférieur à 30 ans s'élève à 45,8 %, soit au-dessus de la moyenne départementale (33,6 %). À l'inverse, le taux de personnes d'âge supérieur à 60 ans est de 21,4 % la même année, alors qu'il est de 26,7 % au niveau départemental.
En 2018, la commune comptait 2 629 hommes pour 2 389 femmes, soit un taux de 52,39 % d'hommes, largement supérieur au taux départemental (48,96 %).
Les pyramides des âges de la commune et du département s'établissent comme suit.
| Hommes | Classe d’âge | Femmes |
| ------ | ------------ | ------ |
| 0,3    | 90 ou +      | 0,5    |
| 5,3    | 75-89 ans    | 7,1    |
| 12,9   | 60-74 ans    | 17,0   |
| 17,2   | 45-59 ans    | 18,3   |
| 14,5   | 30-44 ans    | 15,6   |
| 37,4   | 15-29 ans    | 28,0   |
| 12,5   | 0-14 ans     | 13,4   |

| Hommes | Classe d’âge | Femmes |
| ------ | ------------ | ------ |
| 0,7    | 90 ou +      | 2      |
| 7,2    | 75-89 ans    | 9,9    |
| 17,1   | 60-74 ans    | 18     |
| 21,1   | 45-59 ans    | 20,4   |
| 18,9   | 30-44 ans    | 18,4   |
| 17,2   | 15-29 ans    | 15,1   |
| 17,7   | 0-14 ans     | 16,2   |

#### Ménages
Le nombre total de ménages bourgetains est de 1 662. Ces ménages ne sont pas tous égaux en nombre d'individus. Certains de ces ménages comportent une personne, d'autres deux, trois, quatre, cinq voire plus de six personnes. Voici ci-dessous, les données en pourcentage de la répartition de ces ménages par rapport au nombre total de ménages.
| Ménages de :                | 1 personne | 2 pers. | 3 pers. | 4 pers. | 5 pers. | 6 pers. ou + |
| --------------------------- | ---------- | ------- | ------- | ------- | ------- | ------------ |
| Le Bourget-du-Lac           | 43,3 %     | 24,2 %  | 12,8 %  | 13,2 %  | 5,1 %   | 1,3 %        |
| Moyenne Nationale           | 31 %       | 31,1 %  | 16,2 %  | 13,8 %  | 5,5 %   | 2,4 %        |
| Sources des données : INSEE |            |         |         |         |         |              |

### Enseignement

#### Ville étudiante

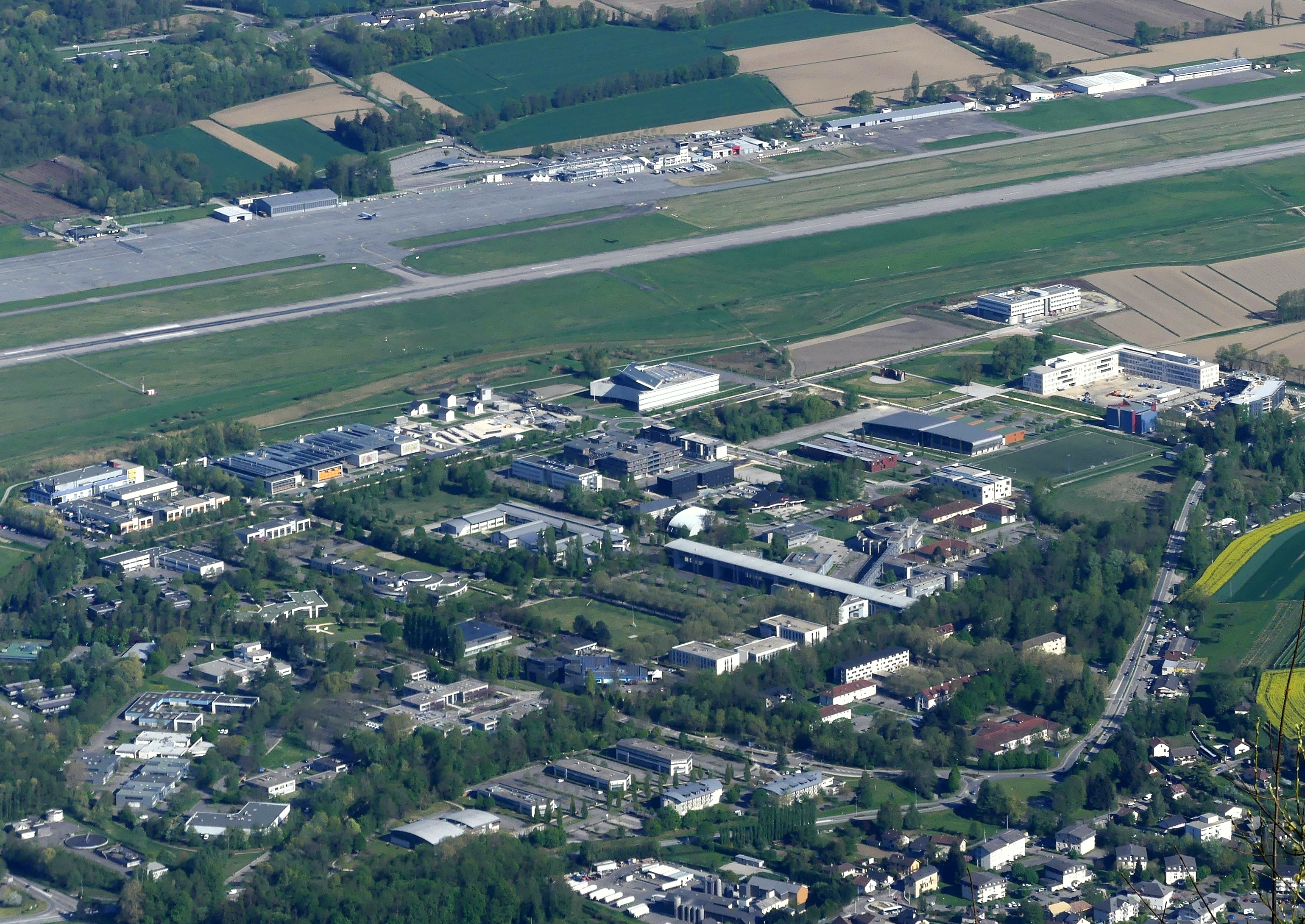
Campus et zone d'activités de Savoie Technolac au Bourget-du-Lac.

La zone d'activité de Savoie Technolac comporte, entre autres, un des trois campus universitaires de l'Université Savoie-Mont-Blanc. Ainsi au fil des années avec le développement de ce domaine, la ville abrite peu à peu une communauté estudiantine sans cesse plus nombreuse. Bien qu'étant de taille modeste, le Bourget-du-Lac offre cependant aux étudiants un cadre de vie des plus agréables. En matière sportive, ceux-ci peuvent effectuer des randonnées en direction de la dent du Chat. Ils peuvent également se consacrer à tous les sports nautiques que ce soit le kayak, la voile, la plongée et bien d'autres disciplines. La commune dispose de plusieurs points de restauration appréciés des étudiants tels que la Panière, l'Incontournable ou encore le Bouchon d'Hélène, sans oublier le restaurant universitaire. Les étudiants peuvent également faire leur lessive sur le campus même mais également aux lavomatiques d'un supermarché tout proche, mais aussi d'un pressing en centre-ville.
Le Bourget-du-Lac se trouvant à mi-chemin entre la ville de Chambéry et la ville d'Aix-les-Bains, les étudiants peuvent ainsi bénéficier de tous les avantages de ces grandes agglomérations sans en subir les désagréments, sachant que les voies de communications et les transports se sont fortement organisés ces dernières années pour permettre la mobilité des populations estudiantines. Des pistes cyclables bordent les grands axes, des lignes de bus assurent une permanence soutenue. On trouve également une boîte de nuit proche du campus, mais le choix s'élargit encore davantage en se tournant vers les grandes communes environnantes citées précédemment. Enfin, on peut également citer les fêtes étudiantes organisées par ceux-ci. Concernant l'accès à Internet, les étudiants peuvent aujourd'hui bénéficier de nombreuses connexions gratuites et permanentes sur le campus grâce à des bornes Wi-Fi mais également en se rendant à la salle information du campus équipée d'ordinateurs librement utilisables. La vie étudiante est donc devenue une réalité pour cette commune dont rien destinait la venue d'institutions universitaires et qui a désormais profondément changé le visage de cette ville autrefois purement tournée vers le tourisme.

### Manifestations culturelles et festivités
- Le Festival des Nuits Romantiques ;
- La Médiévale ;
- Les Voix du Prieuré.

### Sports
La commune possède une importante base nautique, plusieurs campings et une importante plage.
La commune possédait un parcours de santé situé à côté du terrain de tennis de Technolac jusqu'à sa démolition en 2018. Située sur le tracé de la Voie Verte qui, depuis Chambéry, relie les différentes plages du sud-est du Lac du Bourget, et point de départ des ascensions du col du Chat et du Mont-du-Chat ; Le Bourget-du-Lac voit passer des cyclotouristes. En 1957 et en 2015, elle accueille le départ d'une étape du Critérium du Dauphiné Libéré.
Malgré sa taille modérée, la commune compte un grand nombre d'associations sportives comme le Club Nautique du Bourget du Lac, l'ES Bourget Football ou le Handball Club Bourgetain, qui font exister la commune sur la carte de la Savoie et dans le bassin chambérien.

### Médias
La presse est représentée majoritairement par les grands quotidiens régionaux et notamment Le Dauphiné libéré. Plus localement, on trouve une presse assez riche, avec La Savoie, l'Essor savoyard, Le Messager, la Voix des Allobroges, Le Faucigny et bien d'autres. En plus des stations de radiophonie nationales, la ville est couverte par de nombreuses antennes locales dont France Bleu Pays de Savoie, ODS radio, Ellebore, et depuis 2013 Radio Aix-les-Bains 88FM… La télévision locale TV8 Mont-Blanc diffuse des émissions sur les pays de Savoie. Régulièrement, l'émission La place du village expose la vie locale du bassin bourgetain. C'est également le cas dans les informations locales de cette même chaîne télévisée ainsi que sur France 3 dans l'édition locale et régionale.

## Économie

### Entreprises et commerces
Le Bourget-du-Lac accueille le site de Savoie Technolac. Celui-ci regroupe l'université Savoie Mont Blanc, l'Institut national de l'énergie solaire (INES) et des entreprises spécialisées, comme Energy Pool (effacement énergétique) et le CIH d’EDF (ingénierie hydraulique) ou encore Certisolis (certification solaire) ainsi que des centres de recherche.
Référent national de la filière énergies-bâtiment, Savoie Technolac rassemble 230 entreprises innovantes, 1 000 chercheurs et 5 000 étudiants, soit un bassin de 4 000 emplois.
Le site va doubler ses capacités d'accueil des entreprises d'ici à 2030 pour accueillir 18 000 résidents.
Plus gros incubateur de Auvergne-Rhône-Alpes[réf. souhaitée], Savoie Technolac propose un dispositif d'accompagnement à la création d'entreprises : la base d'Incubation, notamment dans le milieu solaire, ainsi qu'un incubateur destiné aux étudiants.
- la base d’incubation de Savoie Technolac accompagne les créateurs d’entreprises de la filière des énergies renouvelables et de l’efficacité énergétique (solaire, hydraulique, smart grid…) ;
- l'incubateur étudiants s'adresse à tous les étudiants porteurs de projet, dans le cadre de leur cursus universitaire ou en parallèle, et quelle que soit la filière et l’année d’études.

On exploite également sur la commune l'élevage et le bois.
En 2016, trois tables de la commune — Le Bateau Ivre**, Auberge Lamartine*, Atmosphères* — se trouvent dans le palmarès du guide Michelin, tandis que La Grange à Sel ferme ses portes en début d'année.

## Culture et patrimoine
La ville, située à l'extrême sud du lac du Bourget, est labellisée commune touristique.

### Lieux et monuments

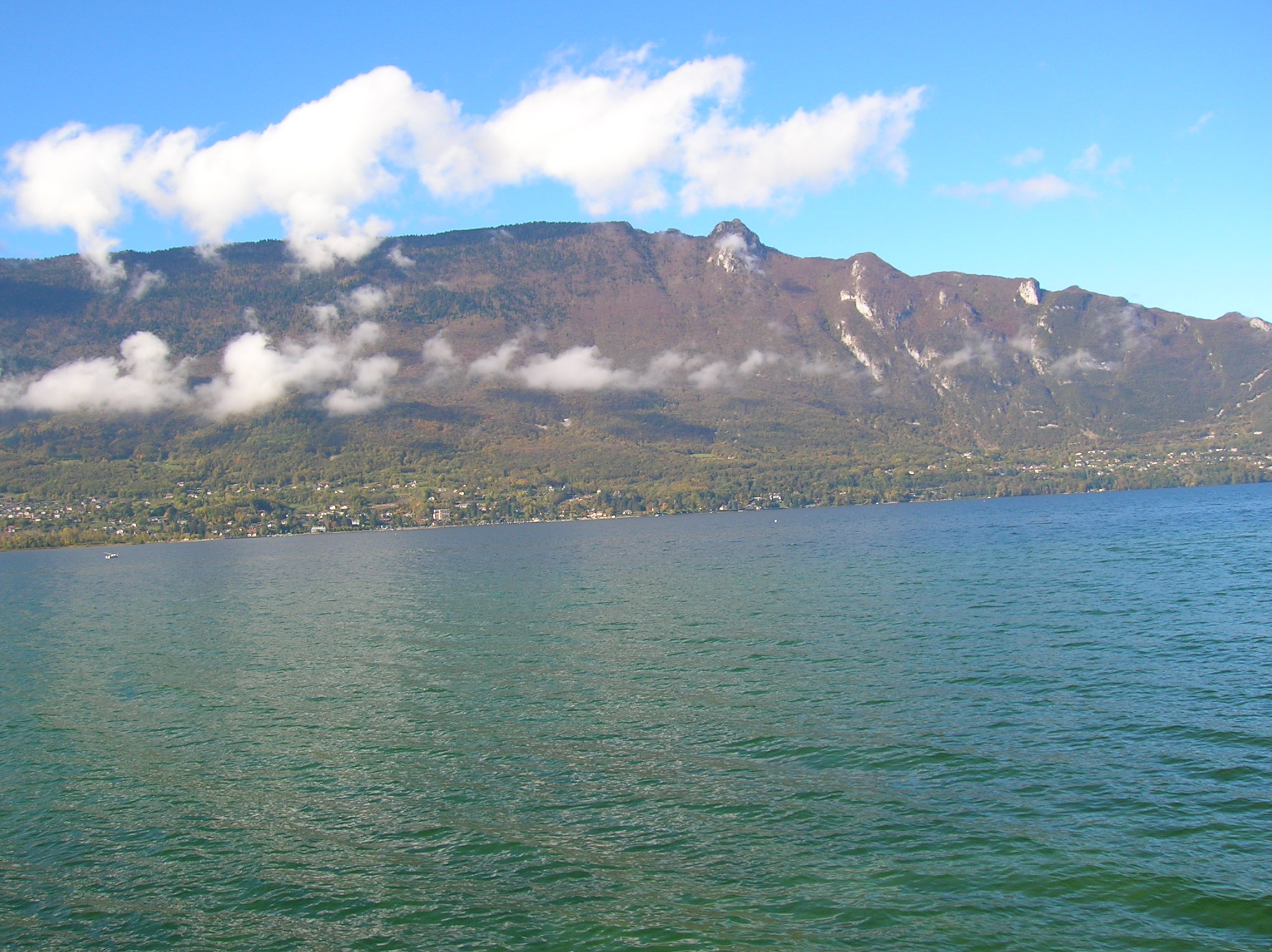
La Dent du Chat et en bas à gauche la fin du Bourget-du-Lac.
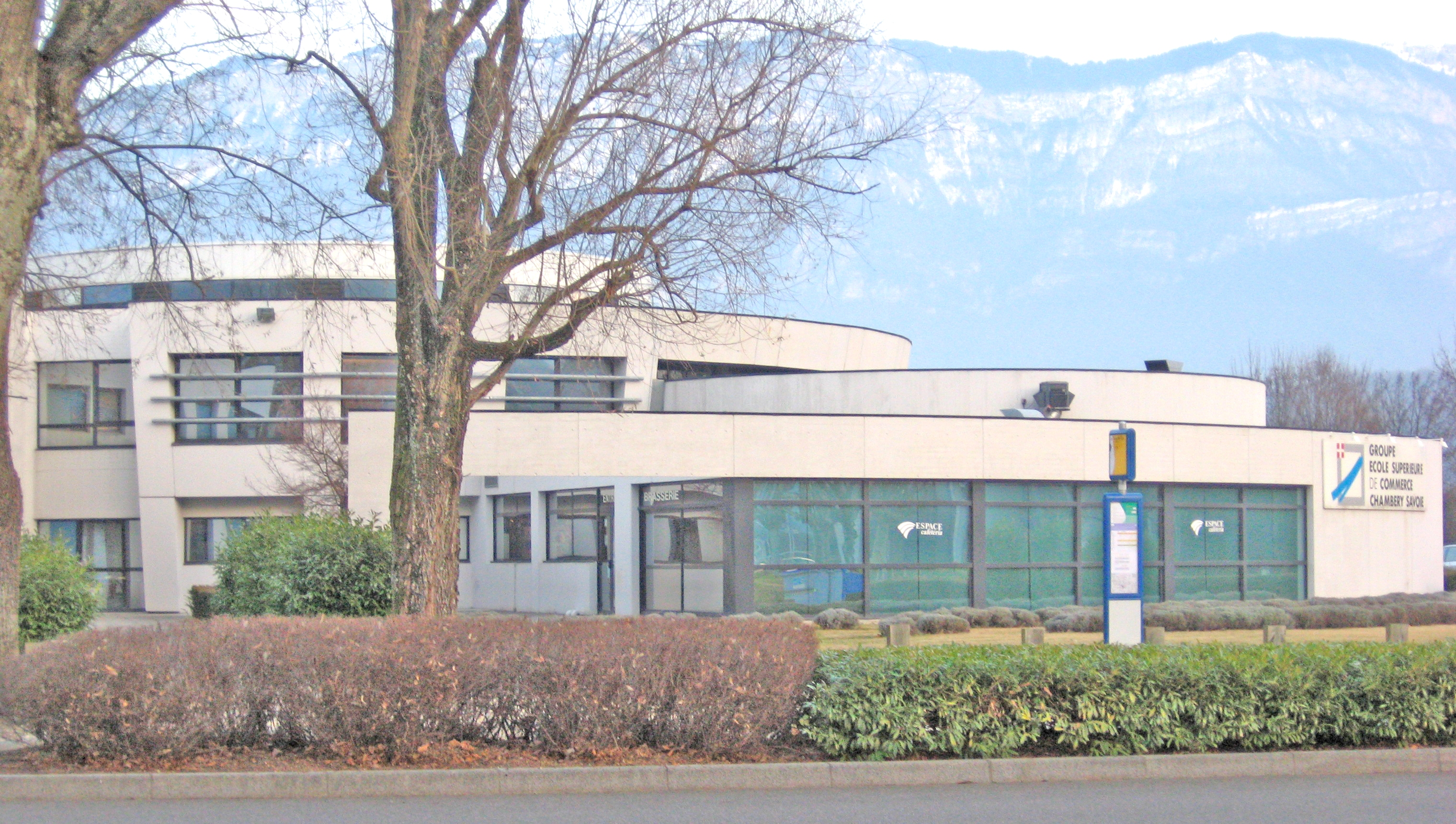
Le campus de l'ESC Chambéry.
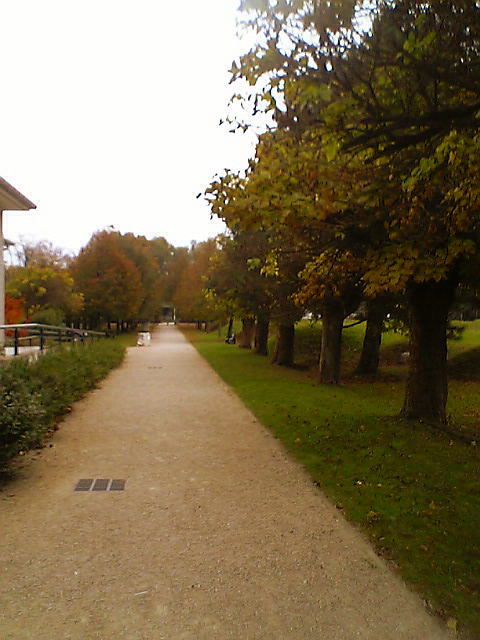
Le campus de l'ESC Chambéry.
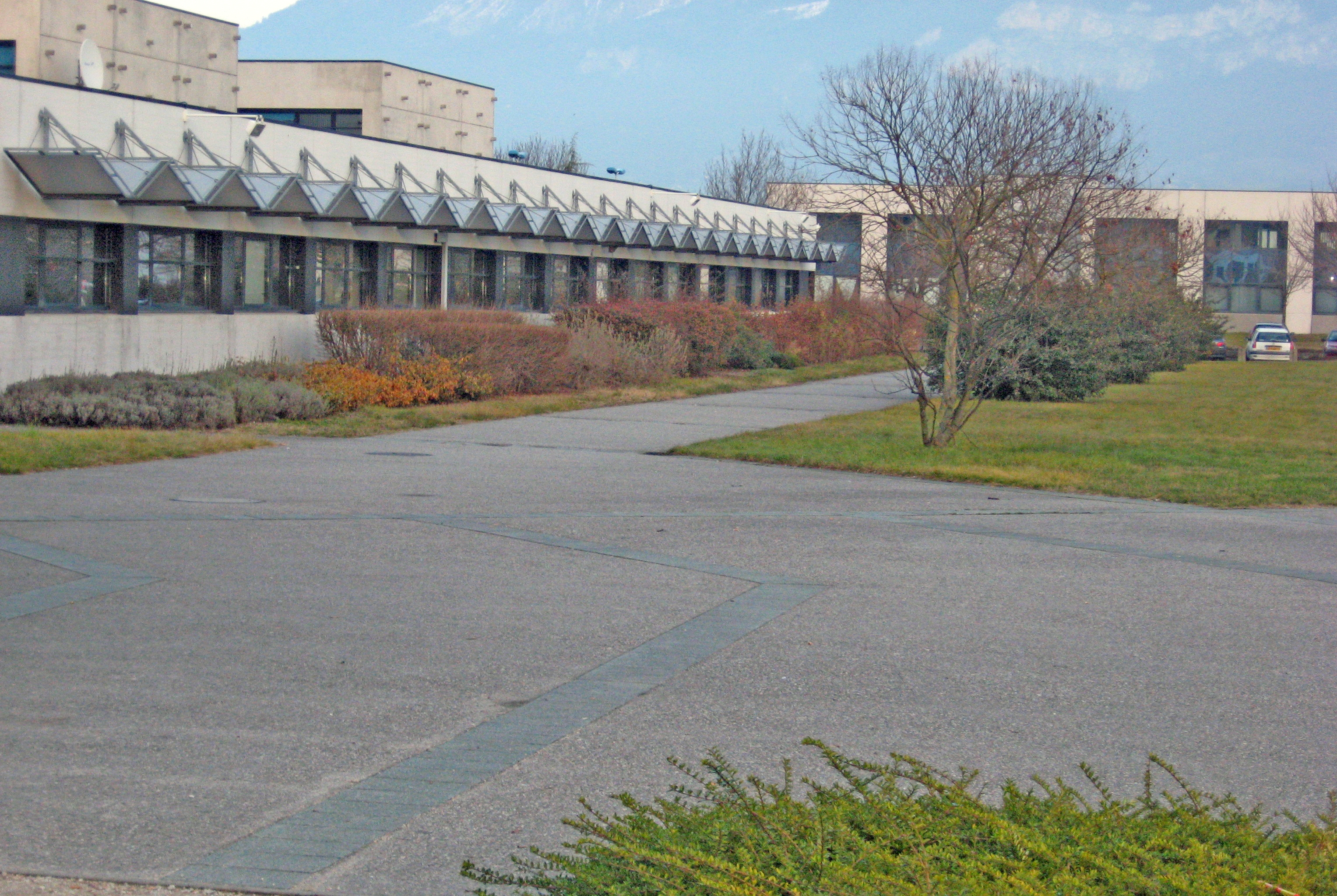
Le campus de l'ESC Chambéry.

#### Château du Bourget
Le château du Bourget, également nommé « château de Thomas II » est un ancien château fort construit par le comte Thomas II de Savoie vers 1250. Il fut la résidence principale des comtes de Savoie de 1285 à 1434. Il s'y déroulait des fêtes somptueuses et de mémorables festins. Aujourd'hui en ruines, il en subsiste notamment une tour carrée de 18 mètres de hauteur.

#### Prieuré du Bourget

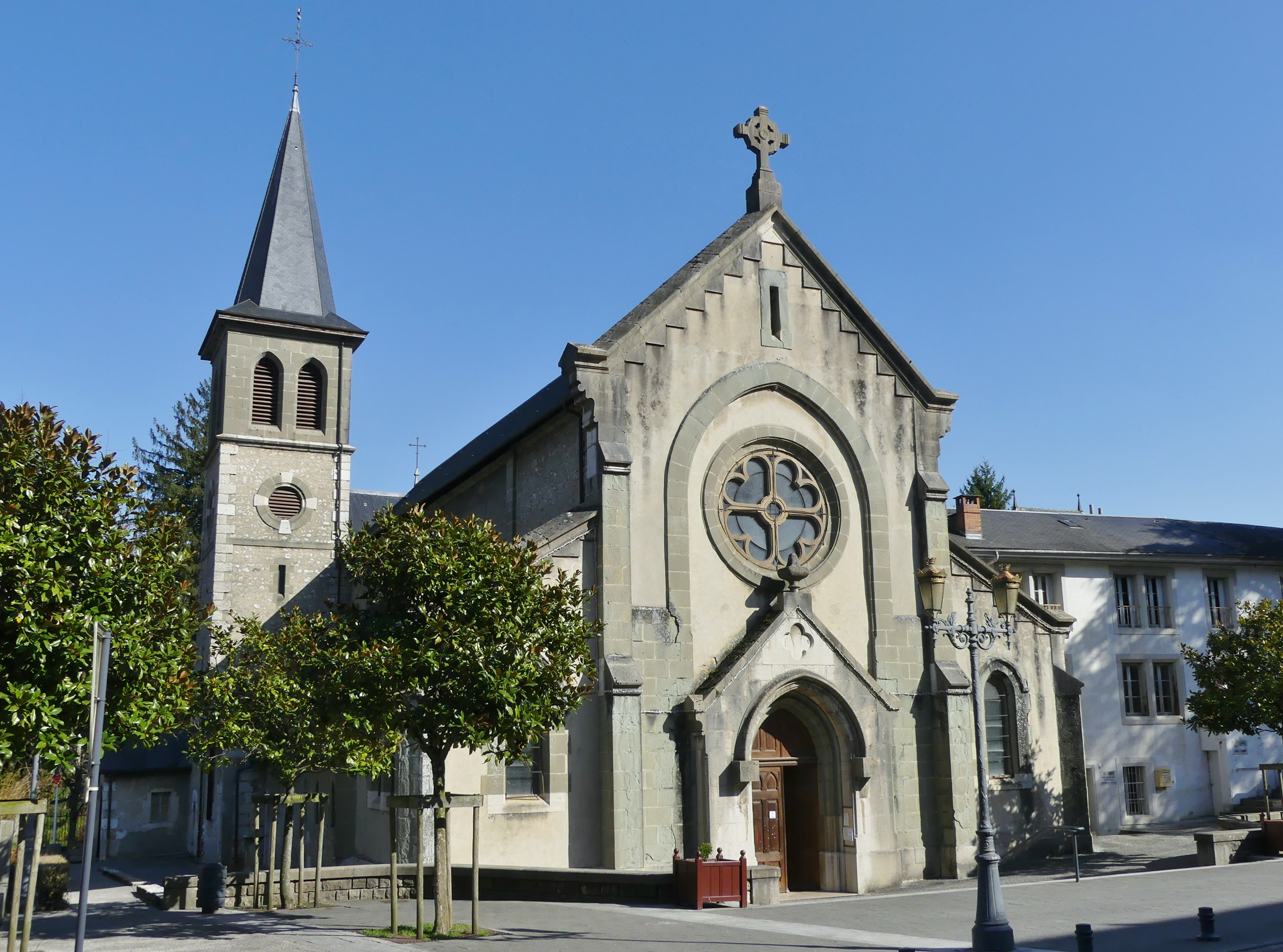
L'église paroissiale.

Le prieuré du Bourget est un prieuré clunisien fondé au XIe siècle. Il est constitué de l'église Saint-Laurent de style gothique, d'une crypte romane, de bâtiments conventuels dont la galerie du XVe siècle est de style gothique flamboyant. Dans l'église on peut admirer un ensemble de très beaux hauts-reliefs polychromes, vestiges de l'ancien jubé du XIIIe siècle. Les jardins à la française du prieuré sont aménagés autour d'une longue perspective axiale qui dessert des terrasses étagées. Ils ont été aménagés sur ordre de la duchesse de Choiseul au XIXe siècle.
Une crypte est placée sous le chœur de l'église actuelle. On en trouve des premières traces sous la dynastie carolingienne, aux alentours du IXe siècle. Des vestiges gallo-romains qui y ont été découverts laisseraient penser à un sanctuaire ou un temple à cet endroit. Il peut aussi s'agir des vestiges du temple de Mercure clairement identifié au col du Chat.

#### Château de La Serraz
Le château de La Serraz, situé sur le plateau homonyme, centre d'une seigneurie ayant appartenu aux Seyssel, du milieu du XIIIe siècle jusqu'à sa vente à la fin XVIIIe siècle à Baptiste Salteur.

#### La maison-forte d'Entremont du Bourget
La maison-forte d'Entremont a été édifiée en plusieurs périodes à compter du XVe siècle, à partir de l'acte d'albergement passé le 8 février 1366, entre le comte Amédée VI de Savoie, dit le Comte Vert, et son secrétaire, Jean Jayet d'Entremont, concernant le fief situé à proximité du château du Bourget de Thomas II.
Cette maison-forte est l'ancienne résidence de la Famille de Buttet depuis la fin du XVe siècle .
Elle montre sa tour carrée, aux baies carrées, qui a quatre étages, d'une très simple architecture. Cette tour où loge un escalier tournant, ouvre dans le bas sur une cour, par une porte que décore une accolade, à côté d'une coulevrinière ; deux corps de logis en équerre dont la tour marque l'angle et qui gardent de vieilles pierres, forment deux côtés de la cour qu'un mur clôt sur la route.
La commune du Bourget-du-Lac s'est rendue acquéreur de la Maison-Forte d'Entremont le 10 août 2012.

#### Espaces verts

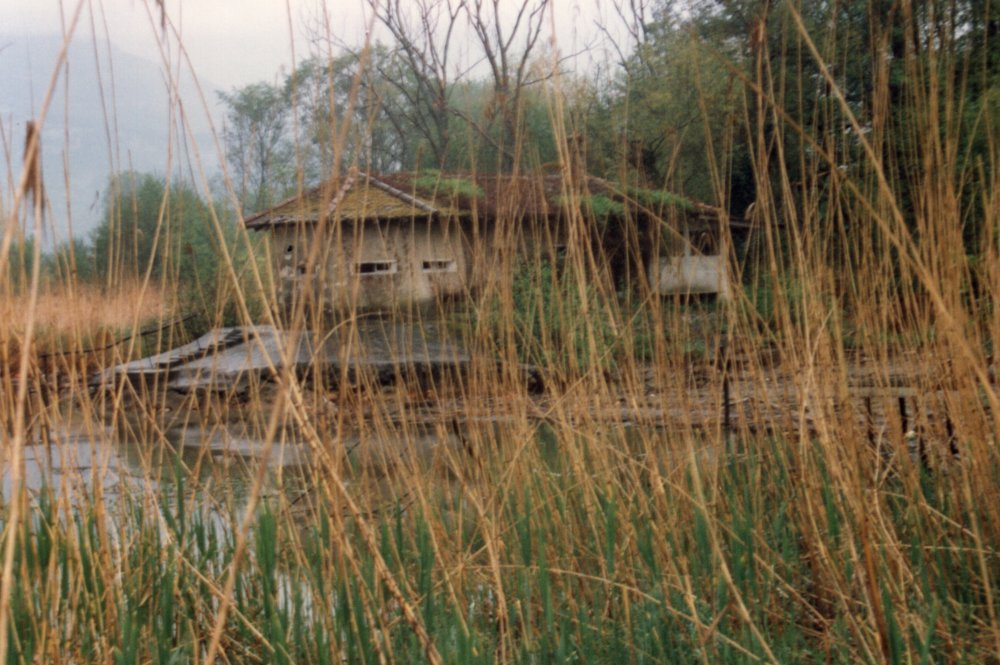
Poste d'observation des oiseaux de la réserve naturelle.

En 1988, un arrêté préfectoral de protection de biotope est mis en place, avec la création en 1991 d'une réserve ornithologique intitulée "le domaine de Buttet", géré par le Conservatoire d'espaces naturels de Savoie (CEN Savoie, anciennement CPNS).
La réserve naturelle du domaine de Buttet est une zone naturelle protégée mais fragile. On y trouve, au sein d'un ensemble de lieux humides où se côtoient roselières, marais et étangs, 230 espèces d'oiseaux, 30 sortes de poissons, de très nombreux amphibiens, ainsi qu'une végétation remarquable. L'observatoire est géré par la FRAPNA Savoie qui y organise régulièrement des « sorties nature » dans le but de sensibiliser le grand public au respect de l'environnement par une meilleure connaissance de la faune et de la flore. À signaler, la réintroduction réussie de la cistude, la tortue européenne. Il a été aménagé un poste d'observation pour des oiseaux.
Les Jardins du Prieuré : Ceux-ci figurent sur la liste des jardins français bénéficiant du label « jardins remarquables » décerné par le Ministère de la Culture, classés par région administrative.

#### Zones portuaires

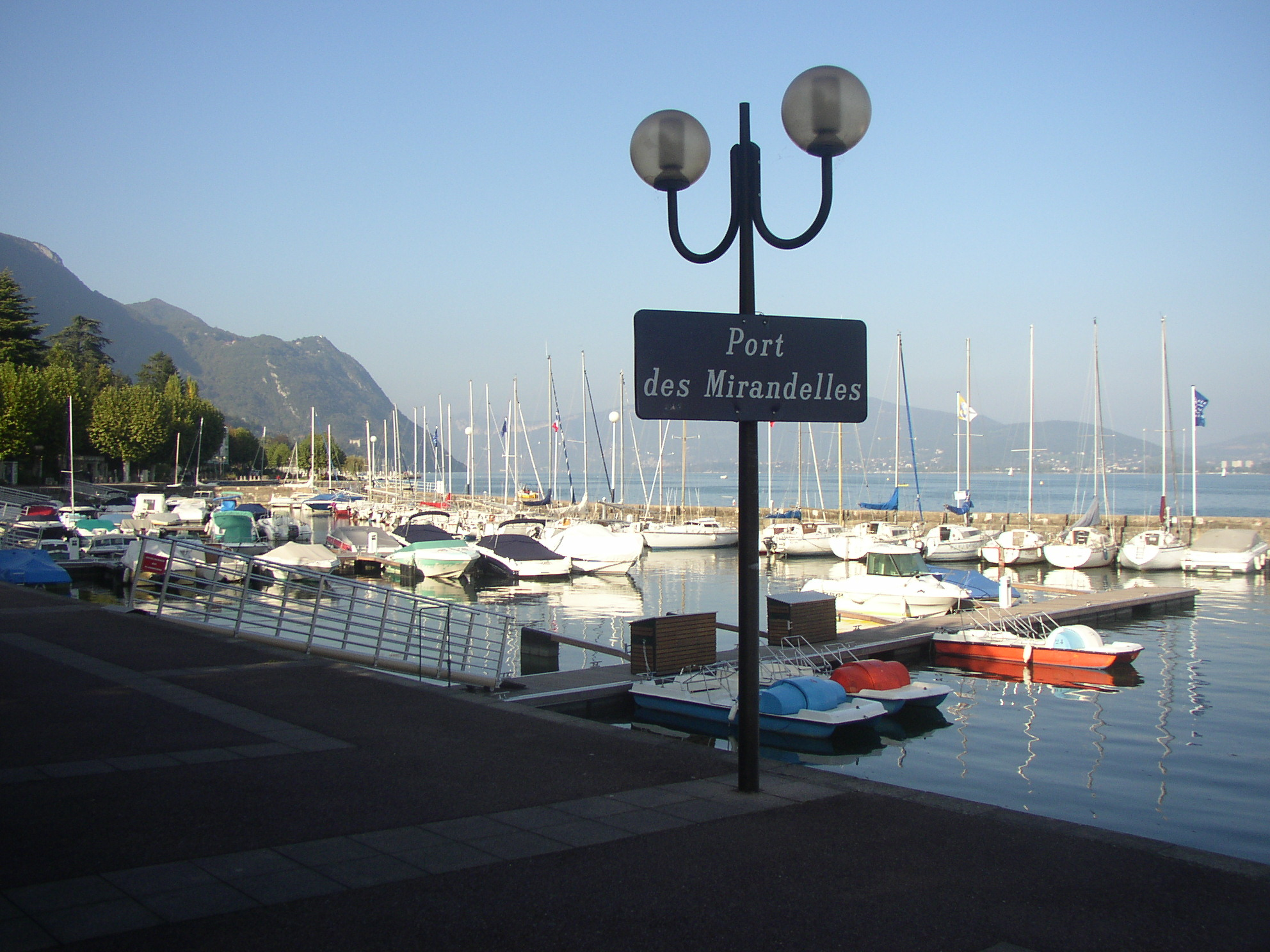
Le port des Mirandelles.

Avec sa plage municipale et ses cinq petits ports (Charpignat, les Grèbes, les Mirandelles, les Mouettes, la Leysse), la commune, adhérente du label « France station nautique », peut accueillir 540 bateaux.

#### Autres édifices
La ville possède de nombreux fours à pain. Certains comportent une chambre de panification dite « gloriette », un local de stockage et un bûcher…

### Gastronomie
On trouve de nombreux restaurants et hôtels du côté des bords du lac où l'on peut déguster les spécialités savoyardes traditionnelles mais également les produits locaux tels que les poissons du lac…

### Patrimoine culturel
Espace La Traverse. Il est basé dans Savoie Technolac.

### Espaces verts et fleurissement
En 2014, la commune obtient le niveau « une fleur » au concours des villes et villages fleuris.

### Vie militaire
De 1936 à 1985, la commune a accueilli sur son site la base aérienne 725 de l'armée de l'air, où furent stationnées diverses écoles et des unités d'hélicoptères. Au démantèlement des installations, le pôle Savoie Technolac fut alors créé.

### Personnalités liées à la commune
- Thomas II de Savoie (1199-1259), comte de Piémont, comte de Flandre et de Hainaut, à l'origine de la branche cadette des Savoie-Piémont. Il est le fondateur du château du Bourget.
- Famille de Buttet dont
  - Mermet de Buttet, (v.1410-1488), natif d'Ugine, secrétaire  du duc Louis Ier de Savoie à Chambéry par lettres patentes du 15 octobre 1460, héritier de la Maison Forte d'Entremont au Bourget-du-Lac ;
  - Marc-Claude de Buttet (1530-1586), petit-fils de Mermet, poète et gentilhomme savoisien, auteur de l'Amaltée et de l'Apologie de la Savoie.
  - Charles-Janus de Buttet (1600-1630), seigneur de la Maison-Forte d'Entremont au Bourget, sénateur, premier syndic de Chambéry ;
  - Marc-André de Buttet d'Entremont, baron du Bourget (1850-1914), résident de la Maison-Forte d'Entremont au Bourget, capitaine au troisième bataillon territorial de chasseurs alpins.

## Voir aussi

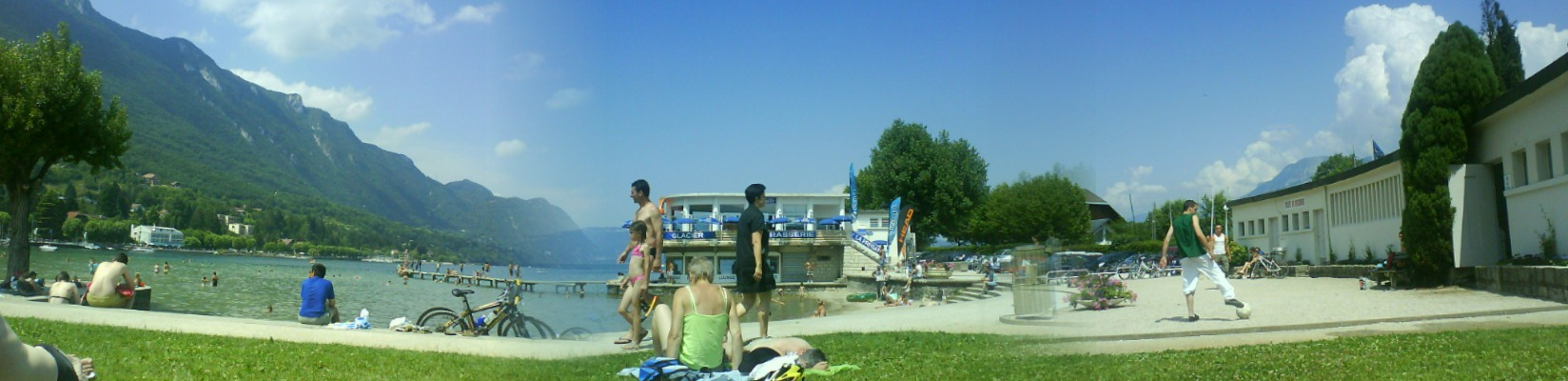
Vue de la plage du Bourget-du-Lac et des rives du lac du Bourget.

### Héraldique
| Armes de Le Bourget-du-Lac | Les armes du Bourget-du-Lac se blasonnent ainsi : D'azur à trois besants d'or. |